# イスラエル政治調査センター
イスラエル政治調査センター（イスラエルせいじちょうさセンター、ヘブライ語：המרכז למחקר מדיני)とは、イスラエル外務省の情報分析部門。イスラエル諜報特務庁やイスラエル総保安庁などとともにイスラエル情報コミュニティーを形成する。ヘブライ語名（ハ-メルカズ・レ-メフカル・メディニー）の略で（ママッドממ"ד）と呼ばれる。
イスラエル外務省では諜報特務局の前身の外務省政治局が1951年に廃止。その後、1950年に政治経済情報を扱う調査部を創設し細々と主に情報分析・評価をやってきたが、第四次中東戦争のアグラナット委員会報告にあるようにインテリジェンス・コミュニティーの多角的な情報分析・評価の必要性から調査部は主に情報分析・評価を扱う政治調査センターに再編された。
近年イスラエル外務省は従来諜報活動を担当する諜報特務庁の活動分野であるヒューミントを活発化。その結果、両組織間で縄張り争いが起き、外交官が諜報特務庁員に尾行されたり、不法活動の警告を受けるケースも出てきている。

## 組織
- 中東部
- 国際部
- 機能部